# Hans Wehrl
Hans Wehrl (* 20. April 1905 in Offenbach am Main; † 5. Oktober 1995 in Echzell) war ein deutscher Schauspieler.

## Leben
Hans Wehrl wurde als Sohn eines Kaufmanns in einem katholischen Internat erzogen. Anfang der 1920er Jahre erhielt er in Frankfurt am Main Schauspielunterricht und debütierte anschließend an einer Wanderbühne. Danach bekam er Engagements in Gießen, Remscheid, Kaiserslautern, Eisenach, Erfurt, Gotha, Bremen und Leipzig. Von 1951 bis 1958 arbeitete er am Deutschen Theater in Berlin, danach wechselte er in die Bundesrepublik, gab Gastspiele an Bühnen in Frankfurt am Main und Heidelberg und hatte Engagements in Mainz, Essen und Berlin. In seiner DDR-Zeit war er ein gefragter Darsteller bei der DEFA und beim Deutschen Fernsehfunk.
Hans Wehrl war von März 1942 bis August 1949 mit der Schauspielerin Tilli Breidenbach verheiratet.

## Filmografie
- 1952: Schatten über den Inseln
- 1953: Geheimakten Solvay
- 1953: Das kleine und das große Glück
- 1954: Hexen
- 1954: Stärker als die Nacht
- 1954: Der Fall Dr. Wagner
- 1955: Ernst Thälmann – Führer seiner Klasse
- 1955: 52 Wochen sind ein Jahr
- 1955: Das Fräulein von Scuderi
- 1955: Sommerliebe
- 1956: Thomas Müntzer – Ein Film deutscher Geschichte
- 1957: Alter Kahn und junge Liebe
- 1957: Polonia-Express
- 1957: Mazurka der Liebe
- 1957: Spielbank-Affäre
- 1958: Der Prozeß wird vertagt
- 1958: Der Schinderhannes
- 1975: Die Stadt im Tal (Fernsehfilm, 2 Teile)
- 1975: Eiszeit

## Theater
- 1952: Gerhard W. Menzel: Marek im Westen (Hinrich) – Regie: Werner Dissel (Deutsches Theater Berlin – Kammerspiele)
- 1953: Roger Vailland: Colonel Foster ist schuldig – Regie: Herwart Grosse/Wolfgang Langhoff (Deutsches Theater Berlin – Kammerspiele)
- 1953: Gotthold Ephraim Lessing: Minna von Barnhelm (Wachtmeister Werner) – Regie: Hans Jungbauer  (Deutsches Theater Berlin – Kammerspiele)
- 1955: Alfred Matusche: Die Dorfstraße – Regie: Hannes Fischer (Deutsches Theater Berlin – Kammerspiele)
- 1956: Peter Hacks: Columbus oder Eröffnung des indischen Zeitalters (Franziskanerpater) – Regie: Ernst Kahler (Deutsches Theater Berlin)
- 1957: William Shakespeare: König Lear (Ritter) –  Regie: Wolfgang Langhoff (Deutsches Theater Berlin)
- 1958: Frances Goodrich/Albert Hackett: Das Tagebuch der Anne Frank – Regie: Emil Stöhr (Deutsches Theater Berlin – Kammerspiele)
- 1960: Georg Kaiser: Oktobertag – Regie: Rolf Heutz (Stadttheater Mainz)
- 1974: Tankred Dorst mit Ursula Ehler: Eiszeit – Regie: Peter Zadek (Freie Volksbühne Berlin)

## Hörspiele
- 1957: Karl Kraus: Die letzten Tage der Menschheit (Matinee des Deutschen Theaters Berlin – Litera)
- 1961: Hajo Knebel: Die Brücke von Remagen (General Botsch) – Regie: Karlheinz Schilling (SWF)

## Synchronisationen
| Film                   | Jahr | Rolle                       | Darsteller        |
| ---------------------- | ---- | --------------------------- | ----------------- |
| Feindlicher Wirbelwind | 1953 | Paschkow                    | Grigori Kirillow  |
| Die Kraniche ziehen    | 1957 | Fjodor Iwanowitsch Borosdin | Wassili Merkurjew |